# Mirandateri
El mirandateri (Mirandatherium alipioi) és una espècie extinta de marsupial microbioteri de la família dels microbiotèrids. Es tracta d'un dels fòssils més antics coneguts de microbioteri. Les restes d'aquest animal daten del Paleocè inferior i foren trobades a Itaboraí (Brasil).